# Barber Angels
Die Barber Angels sind Friseurinnen und Friseure, die als Mitglieder des karitativ tätigen Vereins Barber Angels Brotherhood e. V. (deutsch etwa Bruderschaft der Friseur-Engel, abgekürzt B.A.B.) in ganz Deutschland obdachlosen und bedürftigen Menschen ihre Friseurdienstleistungen kostenlos zur Verfügung stellen.

## Geschichte
Die Initiative zur Gründung der Barber Angels Brotherhood ging von dem Friseurmeister Claus Niedermaier aus, der im oberschwäbischen Biberach an der Riß einen eigenen Friseursalon betreibt. Nach einem Fernsehbericht über frierende obdachlose Menschen hatte er das Bedürfnis zu helfen. Mit befreundeten Kollegen entwickelte er daraufhin das Konzept der Barber Angels und gründete im November 2016 den Klub, der im November 2017 in die Rechtsform eines eingetragenen Vereins mit Sitz in Biberach an der Riß überführt wurde.
Die Barber Angels sind deutschlandweit sowie in Österreich, Spanien, Norwegen, in den Niederlanden, in der Schweiz und seit 2022 auch in Südamerika vertreten. Mehr als 800 Vereinsmitglieder (Stand: 2024) sind auf eigene Kosten einmal im Monat in ihrer Freizeit unterwegs, um Gutes zu tun. Zum Konzept des Vereins gehört ein einheitliches Erscheinungsbild der Mitglieder, die in einer Angel Uniform genannten rockerähnlichen Aufmachung in schwarzen Lederwesten mit aufgenähten Vereinsemblemen arbeiten. Dies soll den Einstieg ins Gespräch erleichtern und den Wiedererkennungseffekt steigern.
Die Einsatztermine der ehrenamtlichen Helfer werden an den Schwarzen Brettern gemeinnütziger Organisationen wie Caritas und Diakonie oder in Bahnhofsmissionen und Kirchengemeinden bekanntgegeben. Ihre Ausrüstung, unter anderem spezielle Waschhauben, bringen die Barber Angels mit. Dank der Unterstützung durch Sponsoren können die „Engel mit Scheren“ ihren Gästen nach dem Waschen, Haarschnitt oder Barttrimmen ein kleines „Carepaket“ mit Pflegeprodukten wie Shampoo, Kamm und Spiegel als Geschenk mitgeben.
Die Resonanz auf das Angebot ist groß. Die Barber Angels erleben auch, dass sich Menschen nach der kostenlosen Behandlung wieder an ihr altes Selbstbewusstsein erinnern und den Mut fassen, zu Bewerbungsgesprächen zu gehen und Jobs zu finden.

In vielen Tages- und Wochenzeitungen erschienen Berichte über den Verein. Auch einige Fernsehsender wie ZDF und Sat.1 strahlten Reportagen über die Barber Angels aus. Initiativengründer Niedermaier hofft, dass sich in weiteren Berufsgruppen Nachahmer finden: 

„Wir wollen Virus sein und andere Branchen anstecken.“

Unterstützung aus der Musikszene bekamen die Barber Angels im Juli 2024, als das Stuttgarter Duo The Second Sight anlässlich des 40-jährigem Chart-Jubiläums des Nummer 1-Hits Send me An Angel ein Remake des Songs aufnahm und einige Mitglieder der Angels mitsangen. Die Plattenfirma 7us media group veröffentlichte diesen Song auch auf der Benefiz-CD The Barber Angels Hitcollection, deren Erlöse den Barber Angels zugutekommen sollen.
Im September 2024 wurde Gründer Claus Niedermaier mit dem Bundesverdienstkreuz ausgezeichnet.